# Joachim Kelsch
Joachim Kelsch (* 6. Juni 1954 in Berlin) ist ein deutscher Schauspieler.

## Leben
Joachim Kelsch wurde als Sohn eines Werkzeugmachers in Berlin-Spandau geboren und wuchs dort auch auf. Im Alter von zehn Jahren schrieb er Kurzgeschichten und kleine Theaterstücke, wovon aber keines zur Aufführung kam. Im Alter von elf Jahren beschloss er, Schauspieler zu werden. Erste schauspielerische Erfahrungen machte Joachim Kelsch in der Theatergruppe seiner Schule und in der Theatergruppe der Kirchengemeinde, zu der er gehörte. Da seine Eltern nicht gerade davon begeistert waren, dass er Schauspieler werden wollte, absolvierte er eine Ausbildung zum Krankenpfleger.
Joachim Kelsch arbeitete als Filmvorführer, Fließbandarbeiter, kaufmännischer Angestellter, Angestellter im Polizeidienst, Taxi- und Kurierfahrer. Die Schauspielerei ließ ihn aber nicht los. Kelsch nahm privaten Sprecherziehungs-, Stimmbildungs-, Gesangs- und Schauspielunterricht. Außerdem erlernte er die Kunst des Bauchredens.
Nach einem längeren Aufenthalt in Süddeutschland lebt er seit 2006 wieder in Berlin und arbeitet hier zurzeit überwiegend als Theaterschauspieler. Im Fernsehen zu sehen war Joachim Kelsch unter anderem in den Serien Das Familiengericht, Die Schwarzwaldklinik und Gute Zeiten, schlechte Zeiten.
Ende 2009 gründete Joachim Kelsch zusammen mit seinen Kollegen Günter Rüdiger und Tanja Arenberg das Zimmertheater Steglitz, das er im Herbst 2010 wieder verließ. Mit sechs anderen Musik- und Theaterfreunden gründete er 2015 den gemeinnützigen Verein Metrum Musik – Theater e.V., dessen Vorsitzender er auch ist. Der Verein fördert unter anderem Kunst und Kultur.

## Filmografie (Auswahl)

### Fernsehen
- 2007: Wenn wir uns und begegnen
- 2007: Gute Zeiten, schlechte Zeiten
- 2007: Adems Sohn
- 2004: Schwarzwaldklinik
- 2004: Familiengericht
- 2002: Familiengericht

### Filme
- 2021: Noten in Not. Das Mädchenorchester von Auschwitz (Kinofilm, Produktion: Deutsch-Jüdisches Theater)
- 2013: Margit Korge (Dokumentarfilm)
- 2009: Ein Jüngling liebt ein Mädchen (Kurzfilm)
- 2009: Unbestechlich (Werbung)
- 2007: Die Helden aus der Nachbarschaft (Kinofilm)

## Synchron
- 2017: Babylon Berlin (Fernsehserie)

## Kabarett
- 2016 Zwischen Nervenklinik und Gänsebraten (Kabarett Fettnäppchen)

## Theater (Auswahl)
- 2023: Kishon: Intime Geständnisse (Deutsch-Jüdisches Theater
- 2023: Kishon: Die beste Ehefrau von allen und ICH (Deutsch-Jüdisches Theater)
- 2023: Nie wieder Bücherverbrennung (Deutsch-Jüdisches Theater)
- 2023: Rosa  – Ein Leben (Deutsch-Jüdisches Theater)
- 2023: Wonderfull World (Deutsch-Jüdisches Theater)
- 2022: SSW – Das Buch der Bücher Teil 1 (Deutsch Jüdisches Theater)
- 2022: Rosa  – Ein Leben (Deutsch-Jüdisches Theater)
- 2022: Kishon: Intime Geständnisse (Deutsch-Jüdisches Theater)
- 2022: Wonderfull World (Deutsch Jüdisches Theater)
- 2021: Wonderfull World (Deutsch-Jüdisches Theater)
- 2021: Shalom_Salam: Wohin) (Deutsch-Jüdisches Theater, Aufführungsorte: Gemeinschaftshaus Gropiusstadt, Friedenskirche)
- 2020: Benjamin wohin? (Deutsch-Jüdisches Theater)
- 2019: Kishon: Intime Geständnisse (Deutsch-Jüdisches Theater)
- 2019: Shalom-Salam: Wohin? (Deutsch-Jüdisches Theater)
- 2019: Kishon: Die beste Ehefrau von allen und ICH (Deutsch-Jüdisches Theater)
- 2019: Benjamin wohin? (Deutsch-Jüdisches Theater)
- 2018: Kishon: Die beste Ehefrau und ICH (Deutsch Jüdisches Theater)
- 2018: Benjamin wohin? (Deutsch Jüdisches Theater)
- 2016: Det darf doch wohl nich wahr sein (Spandauer Volkstheater Varianta)
- 2015: Weihnachten sind wir alle wieder zu Hause (Spandauer Volkstheater Varianta)
- 2015: Die beste Ehefrau von allen und ICH (Kleine Treppe-Berliner Musikkabarett)
- 2015: Zur Hölle mit Faust (Pfefferberg Theater)
- 2015: Da platzt mir der BH / Die beste Ehefrau von allen und ICH (Kleine Treppe-Berliner Musikkabarett)
- 2014: Weihnachten sind wir alle wieder zu Hause (Spandauer Volkstheater Varianta)
- 2014: Die beste Ehefrau von allen und ICH (Kleine Treppe-Berliner Musikkabarett)
- 2014: Die Olsenbande dreht durch (Pfefferberg Theater)
- 2014: Zur Hölle mit Faust (Pfefferberg Theater)
- 2013: Amphithryon`s Alptraum (Pfefferberg Theater)
- 2013: Zur Hölle mit Faust (Pfefferberg Theater)
- 2013: Gasherd und Klistiere (Jüdisches Theater Berlin im Admiralspalast)
- 2013: Hollaender and Friends (Jüdisches Theater Berlin im Admiralspalast)
- 2013: Sie und Er Ephraim-Kishon-Humoresken (Jüdisches Theater Berlin im Admiralspalast)
- 2013: Eine unglaubliche Begegnung im Romanischen Café (Jüdisches Theater Berlin im Admiralspalast)
- 2013: Die 39 Stufen (Jüdisches Theater Berlin im Admiralspalast)
- 2012: Sie und Er Ephraim-Kishon-Humoresken (Jüdisches Theater Berlin im Admiralspalast)
- 2012: Gasherd und Klistiere (Jüdisches Theater Berlin im Admiralspalast)
- 2012: Die 39 Stufen (Jüdisches Theater Berlin im Admiralspalast)
- 2012: Das Zimmer (Jüdisches Theater Berlin im Admiralspalast)
- 2012: Das Geheimnis der Pianistin in der 5. Schublade (Jüdisches Theater Berlin im Admiralspalast)
- 2011: Lesung mit Texten von Ephraim Kishon, Barbara Dölker und Joachim Kelsch (Spree-Ensemble im Coupé Theater)
- 2011: Eine unglaubliche Begegnung im Romanischen Café (Jüdisches Theater Berlin)
- 2011: Es war die Lerche (Jüdisches Theater Berlin)
- 2011: Sie und Er Ephraim-Kishon-Humoresken (Jüdisches Theater Berlin)
- 2010: Die wahre Geschichte von Adam, Eva und der Schlange (Jüdisches Theater Berlin)
- 2010: Teddybären weinen nicht (Jüdisches Theater Berlin)
- 2010: Klamms Krieg (Zimmertheater Steglitz)
- 2009: Amerika (Theater an der Parkaue, Junges Staatstheater Berlin)
- 2006: Die Liebesprobe (Ballhaus Rixdorf)
- 2004: Die Weihnachtsgeschichte (Galli-Theater Freiburg)